# Краснянка (Саратовская область)
Краснянка — село в составе Перекопновского муниципального образования Ершовского района Саратовской области России.

## География
Расположено на правом берегу реки Малый Узень, примерно в 41 км в юго-западном направлении от города Ершова (в 47 км по автодороге).

## История
Название села в различных источниках также упоминается как Красненькое, Краснянское и Краснинькое.
Согласно Списку населённых мест Самарской губернии по сведениям за 1859 год казённое село Краснинькое при реке Малый Узень относилось к Новоузенскому уезду. Здесь проживало 460 мужчин и 482 женщины, имелась православная церковь. По сведениям за 1889 год в селе проживало свыше 1,5 тысяч человек, преимущественно малороссы и относилось к Новотроицкой волости.
Не позднее 1910 года Красненькое стало волостным селом Краснянской волости. Согласно Списку населённых мест Самарской губернии 1910 года здесь проживало 1094 мужчины и 1094 женщины. Село населяли бывшие государственные крестьяне, преимущественно русские и малороссы, православные и сектанты. В селе также имелись земская школа, 8 ветряных мельниц, кредитное товарищество, проводились две ярмарки, находилось волостное правление, работал урядник.
В 1919 году в составе Новоузенского уезда село было включено в состав Саратовской губернии.

## Население
Динамика численности населения:
| Годы      | 1859 | 1889 | 1897 | 1910 | 2002 | 2010 |
| --------- | ---- | ---- | ---- | ---- | ---- | ---- |
| Население | 942  | 1589 | 2102 | 2188 | 566  | 336  |